# Ossa (Rawa)
Pour les articles homonymes, voir Ossa.
Ossa est une localité polonaise de la gmina de Biała Rawska, située dans le powiat de Rawa Mazowiecka en voïvodie de Łódź.